# Stelis triangulisepala
Stelis triangulisepala är en orkidéart som beskrevs av Charles Schweinfurth. Stelis triangulisepala ingår i släktet Stelis och familjen orkidéer. Inga underarter finns listade i Catalogue of Life.